# Балашов Микола Володимирович
Микола Володимирович Балашов (13 грудня 1956, Москва) — митрофорний протоієрей, заступник голови відділу зовнішніх церковних зв'язків Московського патріархату, настоятель храму Воскресіння Словущого на Успенському Вражку в Москві, член Міжсоборної присутності Російської православної церкви.

## Біографія
У 1973—1977 роках навчався на хімічному факультеті МДУ. У 1977—1979 роках служив в армії. У 1979—1985 роках працював робітником, займаючись богословською самоосвітою.
У 1985—1989 роках працював читцем в московському храмі на честь ікони Божої Матері «Несподівана Радість» в Мар'їній Гаю і позаштатно співпрацював з видавничим відділом Московського патріархату.
9 квітня 1989 року висвячений у сан диякона, а 23 квітня — в сан священника архієпископом Вологодським і Великоустюзьким Михайлом.
У 1989—1994 роках — клірик Вологодської єпархії. З 1992 по 1994 рік настоятель Череповецького Воскресенського собору.
У 1991 році закінчив Московську духовну семінарію у секторі заочного навчання, в 1997 році — Санкт-Петербурзьку духовну академію зі ступенем кандидата богослов'я за дисертацію по темі «Історія передсоборного руху. Питання впорядкування і розвитку літургійного життя Російської православної церкви за матеріалами церковно-громадської дискусії 1905—1917 років».
У 1994—1998 роках — клірик Новгородської єпархії. Призначений на Успенський прихід в село Любитіно для ліквідації т. зв. «Любитинського розколу», що виник після того, як священник Тимофій Алфьоров перейшов в юрисдикцію РПЦЗ, бажаючи залишити за собою будівлю церкви. Займався Відновленням даного храму .
У 1998 році виїхав служити в Москву, ставши співробітником Відділу зовнішніх церковних зносин (з 2000 року — зв'язків) Московського патріархату і кліриком храму Живоначальної Трійці в Хорошеве. Тим не менш «любитинську землю не забуває, відпочинок свій після тривалих відряджень, вважає за краще проводити у Никандрові» .
З 1998 по 2000 рік — співробітник секретаріату ВЗЦЗ із взаємин Церкви і суспільства. Брав участь в працях робочої групи з вироблення " Основ соціальної концепції Російської православної церкви ".
3 травня 2000 року в московському храмі Живоначальної Трійці в Хорошеве головою ВЗЦЗ митрополитом Смоленським і Калінінградським Кирилом був зведений в сан протоієрея .
У 2001—2002 роках — виконувач обов'язків секретаря ВЗЦЗ з міжправославних зв'язків та зарубіжних установ. З 2002 року — секретар ВЗЦЗ з міжправославних відносин.
З грудня 2003 року по 2007 рік — секретар комісії Московського патріархату по діалогу з Російською зарубіжною церквою.
20 квітня 2005 року рішенням Священного синоду включений до складу комісії у справах старообрядницьких парафій і по взаємодії з старообрядництва.
Координатор і науковий редактор дослідницького проєкту "Церковні реформи. Дискусії в Православної Російської Церкви початку XX століття. Помісний собор 1917—1918 рр. і передсоборний період «, який здійснювався круглим столом з релігійної освіти і діаконії при Відділі зовнішніх церковних зв'язків Московського патріархату за сприяння фонду» Християнська Росія "в Серіате, Італія. У 2006 році отримав ступінь магістра богослов'я.
10 грудня 2008 рішенням Священного синоду включений до складу комісії з підготовки Помісного собору Російської православної церкви, що пройшов 27 по 28 січня 2009 року . Був членом собору за посадою.
31 березня 2009 року рішенням Священного синоду призначений заступником голови відділу зовнішніх церковних зв'язків.
З 27 липня 2009 року — член Міжсоборної присутності Російської православної церкви . З 5 березня 2010 року — член президії Міжсоборної присутності Російської православної церкви .
11 грудня 2009 року (під час правління патріарха РПЦ Кирила (Гундяєва)) ще раз відвідує Скоп'є де зустрівся із предстоятелем невизнаної Македонської православної Церкви. Тоді Балашов сказав: що незалежна держава повинна мати «незалежну церкву», і це повинно означати процес надання автокефалії Македонській церкві.
З 3 серпня 2010 року — член Російсько-китайської групи з контактів і співпраці в релігійній сфері.
З жовтня 2011 року — член Науково-редакційної ради з видання документів Священного Собору Православної Російської Церкви 1917—1918 рр..
З 7 березня 2012 року — настоятель храму Воскресіння Словущого на Успенському Вражку в Москві.
З 25 грудня 2013 року — член Синодальної біблійно-богословської комісії Російської православної церкви.
17 червня 2014 року під час урочистого акту в МДА архієпископ Євген (Решетніков) вручив протоієрею Миколаю Балашову диплом доктора богослов'я.
З 18 вересня 2014 року — член Комісії зі складання місяцеслову Російської православної церкви.
З 11 грудня 2014 року — член Комісії з міжнародного співробітництва Ради із взаємодії з релігійними об'єднаннями при Президенті Російської Федерації.
З 25 грудня 2014 року — член Синодальної богослужбової комісії Російської православної церкви.
1 лютого 2017 року рішенням Священного синоду включений до складу створеного тоді ж організаційного комітету з реалізації програми загальноцерковних заходів до 100-річчя початку епохи гонінь на Російську православну церкву.
У 2019 — член комісії Московського патріархату по переговорам з архієпископією західноєвропейських парафій руської традиції..
З 23 березня 2020 року — член Робочої групи при Патріархові Московському і всієї Русі по координаційній діяльності церковних установ в умовах поширення коронавірусної інфекції.

## Нагороди
- Орден Пошани (17 травня 2016 року) — за великий внесок у розвиток духовної культури і зміцнення дружби між народами[18].
- Орден Дружби (20 липня 2011 року) — за великий внесок у розвиток духовної культури і зміцнення дружби між народами[19].
- Орден святого рівноапостольного великого князя Володимира III ступеня (2007) — зважаючи на труди в справі відновлення єдності з РПЦЗ[20].
- Орден святого благовірного князя Данила Московського III ступеня (2011)[21].
- Орден преподобного Сергія Радонезького III ступеня (2014 року) — в зв'язку з 25-річчям ієрейської хіротонії[22].
- Орден преподобного Серафима Саровського III ступеня (2019)[23].
- Орден святого князя Ростислава Моравського II ступеня (Православна Церква Чеських земель і Словаччини) (2004).
- Орден преподобного Сави Освяченого із зіркою командора (Олександрійська православна церква, 2010)[24].
- Орден святих Первоверховних апостолів Петра і Павла III ступеня (Антіохійська православна церква, 2011)[25].
- Орден святої рівноапостольної Марії Магдалини III ступеня (Польська Православна Церква, 2012)[26].
- Золотий хрест ордена святого апостола Павла (Елладська православна церква, 2013)[27].
- Орден Святого Сави III ступеня (Сербська православна церква, 2014 року)[28].
- Орден Хреста Святого Гробу II ступеня із зіркою командора (Єрусалимська православна церква 2017)[29][30].
- Пам'ятний наперсний хрест з написом «Зважаючи на ревні труди на благо Святої Церкви і в зв'язку з 70-річчям ВЗЦЗ» (2016)[31].
- Патріарша грамота РПЦ- у зв'язку з 60-річчям від дня народження (2016 рік)[32].
- Патріарша грамота РПЦ — зважаючи на труди заради відновлення єдності Архієпископії західноєвропейських парафій руської традиції з Російською Православною Церквою (2019 рік)[33].
- Медаль святителя Марка Ефеського I ступеня (відомча нагорода відділу зовнішніх церковних зв'язків, 2016)[34].
- Орден преподобного Нестора Літописця III ступеня (Українська православна церква, 2007).
- Орден святителя Димитрія Ростовського (Українська православна церква, 2010)[35].
- Орден священномученика Ісидора Юр'ївського III ступеня (Естонська православна церква Московського патріархату, 2016)[36].
- Медаль священномученика Ісидора Юр'ївського (Естонська православна церква Московського патріархату, 2007)[37].
- Пам'ятний знак ІППО «Медаль імені Василя Миколайовича Хитрово» (2011)[38].
- Пам'ятний знак ІППО «Орден Великого князя Сергія Олександровича» (2013)[39].

## Публікації
статті
- Еще раз о «декларации» и о «солидарности соловчан» // Вестник русского христианского движения. 1989. — № 157 (III). — С. 193—202
- Новый Духовный центр христиан-адвентистов // Журнал Московской Патриархии. М., 1989. — № 5. — С. 53-55.
- Любытинский раскол. Настоятель Успенской церкви о любытинском расколе // София. 1994. — № 3 (июль-сентябрь) — С. 7.
- Искусственное оплодотворение: что думают православные? // Человек. М., 1995. — № 3. — С. 77-81.
- Достоевский и судьба русской Библии // Достоевский и современность: Материалы Х Международных Старорусских чтений 1995 года. Старая Русса, 1996. — С. 9-19.
- Иов «с подлейшими примечаниями»: что же читал Достоевский? // Достоевский и мировая культура. Альманах № 6. СПб.: Акрополь, 1996. — С. 82-86.
- Спор о русской Библии и Достоевский // Достоевский: Материалы и исследования. СПб.: Наука, 1996. — Т. 13. — С. 3-15.
- Esiste una «lingua della preghiera»? // La Nuova Europa. Seriate (Bergamo), 1998. — № 1. — P. 61-77.
- Lingua della liturgia, lingua della missione // La Nuova Europa. Seriate (Bergamo), 1998. — № 2. — P. 35-53.
- Язык богослужения: Из истории церковной дискуссии в России // Континент. М., 1998. — № 98. — С. 247—279.
- Non é ora che i «figli spirituali» diventino adulti? // La Nuova Europa. Seriate (Bergamo). 1999. — № 3. — P. 4-13.
- Хотят ли «духовные чада» взрослеть? // Новая Европа. Милан — М., 1999. — № 12. — С. 53-59.
- Bioetica una parola nuova // Il Regno — Attualita. Bologna, 2000. — № 4. — P. 93-97.
- Развитие литургической культуры: богословские и пастырские аспекты // Богословская конференция Русской Православной Церкви «Православное богословие на пороге третьего тысячелетия». Москва, 7-9 февраля 2000 г. Материалы. М.: Синодальная богословская комиссия, 2000. — С. 309—320.
- Русская Православная Церковь и проблемы биоэтики // Медицинское право и этика. М., 2000. — № 2. — С. 16-29.
- К истории созыва Всероссийского Церковного Собора // Церковь и время. М., 2000. — № 3 (12). — С. 133—154.
- Всероссийский Церковный Собор 1917—1918 годов: Некоторые детали предыстории: В. К. Саблер и К. П. Победоносцев в 1905 г. // Церковь и время. М., 2000. — № 3 (12). — С. 155—178.
- La teologia ortodossa alle soglie del terzo millenio // La Nuova Europa. Seriate (Bergamo). 2000. — № 3. — P. 76-89.
- Da operaio a teologo: l'arcivescovo Michail // La Nuova Europa. Seriate (Bergamo). 2000. — № 4. — P. 22-32.
- От составителей // Собрание сочинений: В 3 т. — М. : Русский путь. — Т. 1. — 2001. — 654 с. — С. 5-6 (c Л. И. Сараскиной)
- Репродуктивные технологии: дар или искушение? // Православие и проблемы биоэтики. М.: Православный медико-просветительский центр «Жизнь», 2001. — Вып. 1. — С. 34-44.
- Геном человека, «терапевтическое клонирование» и статус эмбриона (точка зрения православного) // Церковь и время. М., 2001. — № 2 (15). — С. 58-76.
- Новые достижения в области геномики: взгляд православного христианина // Медицинское право и этика. М., 2001. — № 4.
- На перепутьях прогресса: Кто запатентует наши гены? // Православная беседа. М., 2001. — № 6. — С. 35-39.
- Актуальные вопросы этики пола в свете «Основ социальной концепции Русской Православной Церкви» // Церковь и время. М., 2002. — № 1 (18). — С. 55-66.
- Пол и половые отношения в православном этосе // Философская этика и нравственное богословие. Материалы конференции. Институт философии РАН. Москва, 29 января 2002 г. (Х Рождественские образовательные чтения.) / Сост. В. К. Шохин. М., 2003. — С. 61-83.
- Liturgijska obnova i služenje Božanstvene liturgije // Istina: Bogoslovski časopis pravoslavne Eparhije dalmatinske. Šibenik. 2004. — Br. 5. — С. 207—234.
- История русского церковного разделения [Архівовано 20 жовтня 2018 у Wayback Machine.] // Журнал Московской Патриархии. М., 2007. — № 7. — С. 82-95. (совместно с Андреем Кострюковым)
- Сергей Фудель: Жизненный путь и судьба литературного наследия // Чтения памяти С. И. Фуделя. К 30-летию со дня кончины. Владимир: Издательский отдел Владимирской епархии, 2008. — С. 6-12.
- История эстонского Православия и попытка ее недобросовестной ревизии: О книге архимандрита Григория Папатомаса «Несчастье быть маленькой церковью в маленькой стране» // Вестник церковной истории. М., 2011. — № 1—2 (21—22). — С. 251—310 (совместно с протоиереем Игорем Прекупом).
- The history of Estonian Orthodoxy and an attempt of its fraudulent revision // Orthodoxy in Estonia: Studies and documents / Ed. by archpriest N. Balashov, S.L. Kravets. Moscow: Orthodox Encyclopedia, 2012. — Vol. 1. — P. 307—398 (совместно с протоиереем Игорем Прекупом).
- Свидетель эпохи исповедников веры: к столетию со дня рождения архиепископа Михаила (Мудьюгина) // Журнал Московской Патриархии. М., 2012. — № 5. — С. 52-61.
- Архиепископ Михаил как епархиальный архиерей (воспоминания бывшего клирика Вологодской епархии) // Архиепископ Михаил (Мудьюгин) в воспоминаниях и размышлениях. Материалы конференции, посвященной 100-летию со дня рождения архиепископа Михаила (Мудьюгина), 1912—2000. Санкт-Петербург, 14 мая 2012 г. / Под ред. свящ. К. Костромина и Д. В. Волужкова. СПб.: СПбПДА, 2013. — С. 16-23.
- Мораль и право vs политическая целесообразность? Из истории церковно-государственных отношений в Эстонии // Государство и церковь в СССР и странах Восточной Европы в период политических кризисов второй половины ХХ века. М.: Институт славяноведения РАН; СПб.: Нестор-История, 2014. — С. 45-101 (совместно с протоиереем Игорем Прекупом).
- Константинопольский Патриархат в 1948—1991 гг.; КПЦ при Патриархе Варфоломее I // Православная энциклопедия. М.: ЦНЦ «Православная энциклопедия» [2015]. Т. XXXVII. — С. 275—297 (совместно со свящ. М. В. Асмусом и С. А. Монаховым).
- Биографический очерк [протопресвитер Виталий Боровой] // Церковь и время. 2016. — № 4 (77). — С. 59-68 (в соавторстве с А. С. Буевским)
- Протопресвитер Виталий Боровой: coincidentia oppositorum // Церковь и время. 2016. — № 4 (77). — С. 101—105
- Людей надо кормить — физически и духовно. Сергей Фудель: осмысление событий российской истории // Журнал Московской патриархии. 2017. — № 4. — С. 70-74

книги
- На пути к литургическому возрождению / Предисл. митрополита Смоленского и Калининградского Кирилла. М.: Круглый стол по религиозному образованию и диаконии, [2000]. — 508 с.
- На путу ка литургиjском препороду / Прев. К. Кончаревић, К. Симић. Предговор еп. бачки Иринеjа. Нови Сад: Беседа, 2007. Т. 1 — 424 c.; Т. 2. — 354 с.
- И сотворил Бог мужчину и женщину: Комментарий к Социальной концепции Русской Православной Церкви. М.: Даниловский благовестник, 2001. 96 с.
- Sergei Fudel’: Messaggi dal km 101. Milano: La Casa di Matriona, 2007. — 275 с. (совместно с Л. И. Сараскиной).
  - Сергей Фудель прот. Н. Балашов, Л. И. Сараскина. — М. : Книжница: Русский путь, 2010. — 456 с. (совместно с Л. И. Сараскиной).
  - Сергей Фудель. М.: Книжница — Русский путь, 2010. С. 256 (совместно с Л. И. Сараскиной); М.: Русский путь, 2011 (2-е изд., испр. и дополн.).
- Проблемы Православия в Эстонии: О книге архимандрита Григория Папатомаса «Несчастье быть маленькой церковью в маленькой стране». Таллин, 2013 (совместно с протоиереем Игорем Прекупом).

переклади
- Робинсон Дж.  = Honest to God / Пер. с англ., биогр. ст., коммент. Н. Балашова; Рец. докт. филос. наук, проф. П. С. Гуревич. — М. : Высшая школа, 1993. — 159 с. — (Б-ка философа) — ISBN 5-06-002858-5. Архівовано з джерела 8 жовтня 2020
- Данн Дж. Д. Керигма или керигмы?: Гл. из кн. «Единство и многообразие в Новом Завете». Евангельская проповедь: содержание и процесс в единстве и разнообразии текстов синоптических Евангелий и Евангелия от Иоанна / пер.: Балашов Н., священник // Страницы. М., 1997. Т.2. № 1. стр. 3-21.